# Герб Ворожби
Герб міста Ворожба затверджений 24 березня 2015 року рішенням сесії міської ради.
Щит перетятий золотим і зеленим. У верхньому полі стоїть Богородиця у лазуровій туніці та червоному мафорії, із золотим німбом навколо голови, та тримає у руках срібний рушник з червоним хрестом, обабіч неї – по пурпуровій 8-променевій зірці; у нижньому полі золотий паровоз. Щит облямований золотим декоративним картушем і увінчаний срібною міською короною.
Автор герба А.Б.Гречило

## Символіка
Богородиця є покровителькою українських козаків і тісно пов'язана з історичними традиціями поселення. На території міста знаходиться Покровська церква, а престольним святом міста є Покрова Пресвятої Богородиці. Дві пурпурові зірки також підкреслюють історичні традиції поселення, виникнення його як козацької слободи та приналежність до козацької сотні. Паровоз означає залізницю.

## Історія

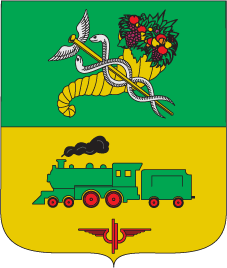
Герб 1995—2015 рр.

Затверджений у 1995 році рішенням сесії міської ради.
Щит перетятий зеленим і золотим. У верхньому навхрест ріг достатку та кадукей, у нижньому їде паровоз, під яким – залізничний символ.